# Campingaz

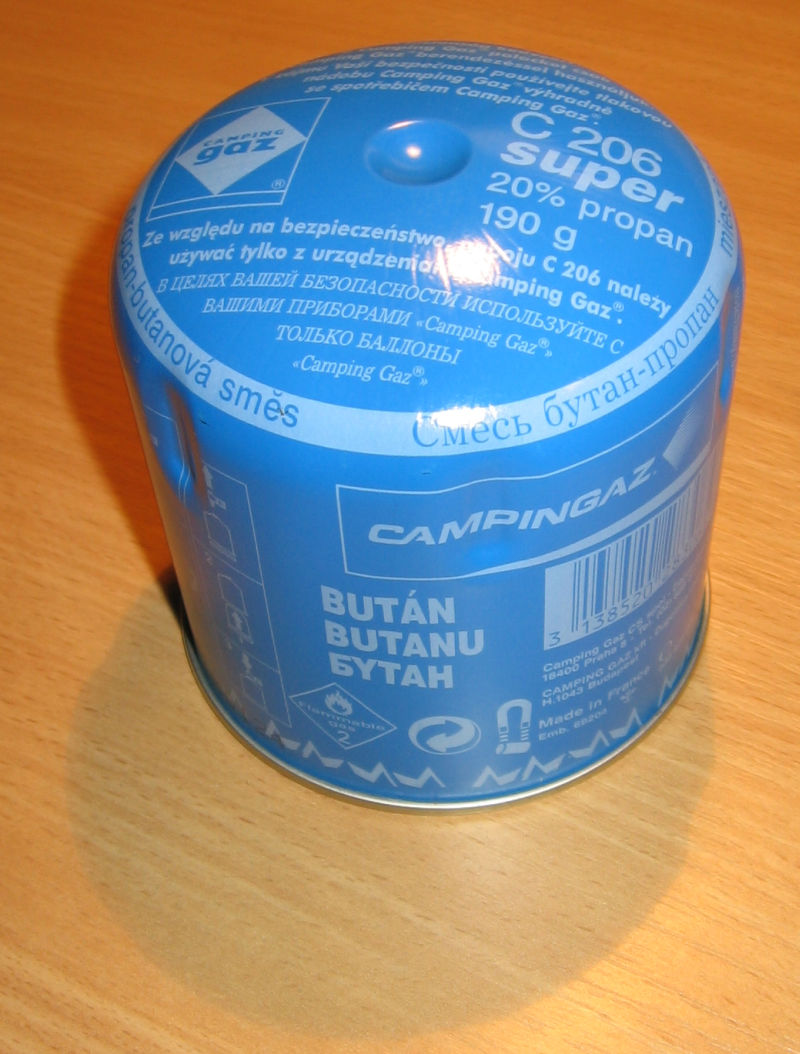
Cartutx Campingaz d'un sol ús tipus C206

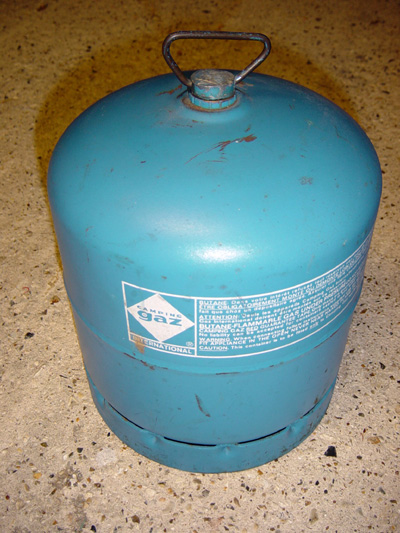
Bombona Campingaz recarregable tipus C907

Campingaz (del francès, es pronuncia com 'càmping gas'), anteriorment Càmping gaz, és una marca que comercialitza principalment bombones d'una barreja comprimida de butà/propà El gas subministrat en llaunes petites i lleugeres, d'un sol ús dissenyat per al seu ús com a combustible, en acampades i viatges en caravana. El gas combustible es comprimeix en forma de líquid i es ven en contenidors metàl·lics d'un color blau característic. Per als cilindres recarregables més grans el continguts és només butà. La marca també s'utilitza en altres aparells fabricats per a ús amb gas: cuines, llums, escalfadors, graelles, refrigeradors, etc., així com en equips d'acampada més generals, com sacs de dormir, etc.

## Història de l'empresa
L'empresa Càmping Gaz va ser fundada a França el 1949. La introducció d'una petita ampolla blava de gas recarregable, directament equipada amb estufes especials o llanternes de camisa incandescent, va fer que la companyia s'expandís ràpidament als mercats estrangers. El 1996, Càmping Gaz es va convertir en part de Coleman, Inc. (ara part de la Jarden Corporation). El nom de la marca es va canviar a Campingaz el 1998.

## Grandàries disponibles

### Massa del gas contingut
- CV270 massa: 375g. Massa del flascó: 145g
- CV470 massa: 640g. Massa del flascó: 190g

El combustible està en forma líquida, i es va evaporant a l'interior de la bombona a mesura que es consumeix, mantenint-se la pressió de sortida del gas mitjançant un mecanisme regulador.